# Scleranthelia thomsoni
Scleranthelia thomsoni is een zachte koraalsoort uit de familie Clavulariidae. De koraalsoort komt uit het geslacht Scleranthelia. Scleranthelia thomsoni werd in 1987 voor het eerst wetenschappelijk beschreven door Williams. 